# Philodromus melanostomus
Philodromus melanostomus este o specie de păianjeni din genul Philodromus, familia Philodromidae, descrisă de Thorell, 1895.
Este endemică în Myanmar. Conform Catalogue of Life specia Philodromus melanostomus nu are subspecii cunoscute.